# Бей-де-Верде
Бей-де-Верде (англ. Bay de Verde) — містечко в Канаді, у провінції Ньюфаундленд і Лабрадор.

## Населення
За даними перепису 2016 року, містечко нараховувало 392 особи, показавши скорочення на 1,5%, порівняно з 2011-м роком. Середня густина населення становила 29,5 осіб/км².
З офіційних мов обидвома одночасно не володів жоден з жителів, тільки англійською — 390.
Працездатне населення становило 51,3% усього населення, рівень безробіття — 17,9% (11,1% серед чоловіків та 25% серед жінок). 89,7% осіб були найманими працівниками, а 10,3% — самозайнятими.
Середній дохід на особу становив $28 509 (медіана $27 872), при цьому для чоловіків — $32 964, а для жінок $23 989 (медіани — $37 248 та $24 000 відповідно).
34,2% мешканців мали закінчену шкільну освіту, не мали закінченої шкільної освіти — 36,8%, 27,6% мали післяшкільну освіту.
| Статево-вікова структура населення | Статево-вікова структура населення | Статево-вікова структура населення | Статево-вікова структура населення | Статево-вікова структура населення |
| ---------------------------------- | ---------------------------------- | ---------------------------------- | ---------------------------------- | ---------------------------------- |
|                                    |                                    |                                    |                                    |                                    |
| Всього                             | Всього                             | 50,0%                              |                                    |                                    |
| 0 — 14 років                       | 0 — 14 років                       |                                    | 11,4%                              | 11,4%                              |
| 15 — 64 років                      | 15 — 64 років                      |                                    | 58,2%                              | 58,2%                              |
| 65 і більше                        | 65 і більше                        |                                    | 30,4%                              | 30,4%                              |
| 85 і більше                        | 85 і більше                        |                                    | 2,5%                               | 2,5%                               |
| Середній вік (років)               | Середній вік (років)               | 49,850,2                           | 50,0                               | 50,0                               |
| Медіана (років)                    | Медіана (років)                    | 55,155,8                           | 55,4                               | 55,4                               |
| — чоловіки — жінки                 |                                    |                                    |                                    |                                    |

| Походження мешканців:     | Походження мешканців:     | Походження мешканців: | Походження мешканців: | Походження мешканців: |
| ------------------------- | ------------------------- | --------------------- | --------------------- | --------------------- |
| Походження                |                           |                       | осіб                  | %                     |
| Корінні американці        | Корінні американці        |                       | 10                    | 2.27%                 |
| Інше північноамериканське | Інше північноамериканське |                       | 350                   | 79.55%                |
| Європейське               | Європейське               |                       | 155                   | 35.23%                |
| британське                | британське                |                       | 150                   | 34.09%                |

| Зайнятість населення за галузями (за класифікацією NOC): | Зайнятість населення за галузями (за класифікацією NOC): | Зайнятість населення за галузями (за класифікацією NOC): | Зайнятість населення за галузями (за класифікацією NOC): | Зайнятість населення за галузями (за класифікацією NOC): |
| -------------------------------------------------------- | -------------------------------------------------------- | -------------------------------------------------------- | -------------------------------------------------------- | -------------------------------------------------------- |
|                                                          |                                                          |                                                          |                                                          |                                                          |
| Управління                                               | Управління                                               |                                                          | 5,1%                                                     | 5,1%                                                     |
| Бізнес, фінанси та адміністрування                       | Бізнес, фінанси та адміністрування                       |                                                          | 12,8%                                                    | 12,8%                                                    |
| Природничі та прикладні науки                            | Природничі та прикладні науки                            |                                                          | 5,1%                                                     | 5,1%                                                     |
| Роздрібна торгівля та послуги                            | Роздрібна торгівля та послуги                            |                                                          | 7,7%                                                     | 7,7%                                                     |
| Гуртова торгівля, транспорт та обладнання                | Гуртова торгівля, транспорт та обладнання                |                                                          | 12,8%                                                    | 12,8%                                                    |
| Природні ресурси, сільське господарство                  | Природні ресурси, сільське господарство                  |                                                          | 25,6%                                                    | 25,6%                                                    |
| Виробництво                                              | Виробництво                                              |                                                          | 33,3%                                                    | 33,3%                                                    |

## Клімат
Середня річна температура становить 5°C, середня максимальна – 18,7°C, а середня мінімальна – -8°C. Середня річна кількість опадів – 1 353 мм.
| Клімат поселення                              | Клімат поселення | Клімат поселення | Клімат поселення | Клімат поселення | Клімат поселення | Клімат поселення | Клімат поселення | Клімат поселення | Клімат поселення | Клімат поселення | Клімат поселення | Клімат поселення | Клімат поселення |
| Показник                                      | Січ.             | Лют.             | Бер.             | Квіт.            | Трав.            | Черв.            | Лип.             | Серп.            | Вер.             | Жовт.            | Лист.            | Груд.            |                  |
| Середній максимум, °C                         | 0,50             | 0,05             | 2,30             | 6,10             | 9,50             | 13,10            | 17,10            | 18,65            | 15,35            | 10,80            | 6,55             | 2,30             |                  |
| Середня температура, °C                       | −3,55            | −4               | −1,65            | 2,05             | 5,55             | 9,10             | 14,10            | 15,60            | 12,30            | 7,75             | 3,50             | −0,75            |                  |
| Середній мінімум, °C                          | −7,5             | −7,95            | −5,65            | −1,9             | 1,50             | 5,10             | 11,00            | 12,55            | 9,25             | 4,70             | 0,45             | −3,8             |                  |
| Норма опадів, мм                              | 120              | 116              | 102              | 102              | 94               | 98               | 87               | 92               | 126              | 150              | 134              | 132              |                  |
| Середньомісячна швидкість вітру, м/с          | 7.75             | 7.30             | 6.90             | 6.40             | 5.70             | 5.40             | 5.20             | 5.20             | 5.80             | 6.60             | 7.10             | 7.70             |                  |
| Середньомісячна сонячна радіація, кДж/м²·день | 3892             | 6818             | 10735            | 14126            | 17052            | 18974            | 19112            | 15998            | 11958            | 7036             | 4066             | 2996             |                  |
| --------------------------------------------- | ---------------- | ---------------- | ---------------- | ---------------- | ---------------- | ---------------- | ---------------- | ---------------- | ---------------- | ---------------- | ---------------- | ---------------- | ---------------- |
| Джерело:                                      |                  |                  |                  |                  |                  |                  |                  |                  |                  |                  |                  |                  |                  |